# فینال جام باشگاه‌های آسیا ۹۷–۱۹۹۶
فینال جام باشگاه‌های آسیا ۹۷–۱۹۹۶ مسابقه فینال شانزدهمین دوره جام باشگاه‌های آسیا بود که در ۹ مارس ۱۹۹۷ برگزار شد. در این دیدار پوهانگ استیلرز با برتری برابر سئونگنام به مقام قهرمانی دست یافت.

## مسابقه
| پوهانگ استیلرز                          | ۲–۱ (و. ا) | سئونگنام            |
| --------------------------------------- | ---------- | ------------------- |
| پارک تائه-ها ۷۸' · پارک جی-هو '۱۱۷ (پ.) |            | هونگ جونگ-کیونگ ۷۹' |